# الجمعية الرياضية النسائية بتونس
الجمعية الرياضية النسائية بتونس (بالفرنسية: Association sportive féminine de Tunis)‏، هو نادي رياضي تونسي متعدد الاختصاصات في تونس العاصمة وله عدة فروع أبرزها كرة السلة، كرة اليد، كرة الطائرة، مبارزة و كاراتيه و يتنافس فيها ضمن البطولات المحلية، إضافة إلى تمثيل تونس في المنافسات القارية والدولية.

## سجل ألقاب النادي
كرة السلة :
- بطولة السلة للسيدات  (5) : 1963، 1964، 1965، 1968، 1970.
- كأس السلة للسيدات  (2) : 1972، 1976.

كرة اليد :
- كأس اليد للسيدات  (1) : 1977.